# Amphicyonidae
Die Amphicyonidae sind eine ausgestorbene Familie der hundeartigen Raubtiere. Sie entstanden im Eozän vor etwa 45 Millionen Jahren und überlebten bis ins späte Miozän. Die Tiere glichen einer Mischung aus Bären und großen Hunden, woher sich der Name Bärenhunde ableitet. Früher war man sich unsicher, ob sie eher den Hunden oder den Bären zuzuordnen sind, heute werden sie meist als eigene Familie angesehen.

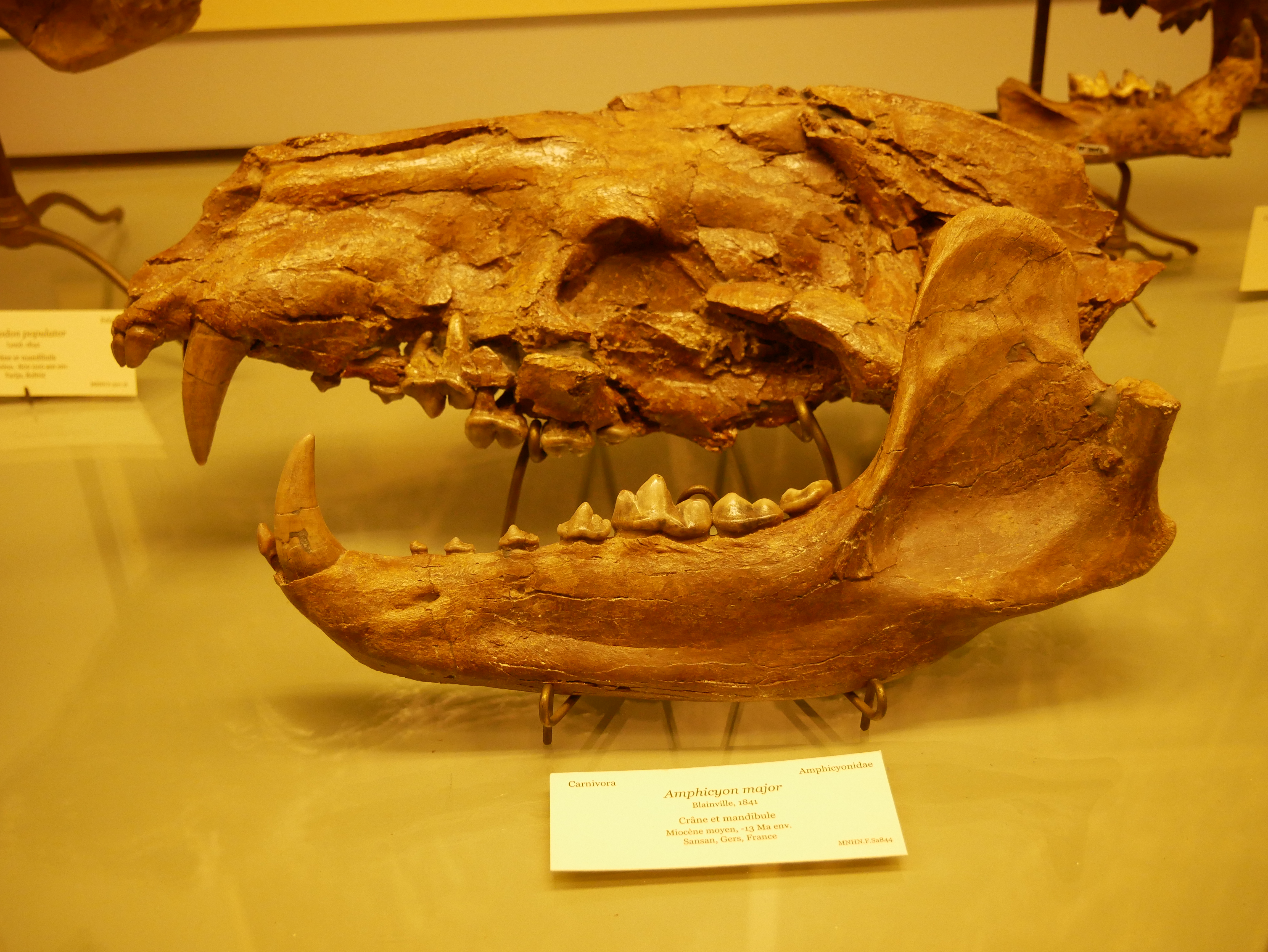
Schädel von Amphicyon major

Die meisten Amphicyoniden waren robuste Tiere mit relativ kurzen Beinen. Einige wie Cynelos waren aber auch schlanker gebaut. Amphicyoniden gehörten zu den ersten größeren Vertretern der Raubtiere.
Eine frühe Gattung aus dem Eozän Europas war Simamphicyon. Im Verlauf des Miozäns brachten sie zahlreiche verschiedene Formen hervor, von allesfressenden Generalisten bis zu hochspezialisierten Fleischfressern. Die bekannteste Gattung war Amphicyon, deren Männchen bis zu 300 kg Körpergewicht erreichen konnten. Die kräftigen Reißzähne dieser Gattung waren wahrscheinlich sogar geeignet, große Knochen zu zerbeißen. Diese Vermutung wird auch durch große Muskelansatzstellen am Schädel gestützt.
Die Amphicyonidae erschienen erstmals im Eozän Nordamerikas vor etwa 45 Millionen Jahren. Im späten Eozän vor etwa 35 Millionen Jahren hatten sie sich nach Europa ausgebreitet. Asien und Afrika erreichten sie im frühen Miozän vor etwa 23 Millionen Jahren. Die letzten Angehörigen der Familie starben im späten Miozän vor etwa 8 Millionen Jahren aus.

## Systematik
Unterschieden McKenna und Bell 1998 lediglich zwei Unterfamilien mit insgesamt 34 Gattungen, erweiterten sich sowohl der Umfang als auch die Anzahl der Vertreter der Familie nachfolgend beträchtlich, was in der systematischen Auflistung berücksichtigt wird:
- Unterfamilie Amphicyoninae Trouessart, 1886

- Afrocyon Arambourg, 1961
- Amphicyanis Springhorn, 1977
- Arctamphicyon Pilgrim, 1932
- Bonisicyon Werdelin & Simpson, 2009
- Borocyon Peterson, 1910
- Brachycyon Filhol, 1872
- Daphoenodon Peterson, 1909
- Goupilictis Ginsburg, 1969
- Guanxicyon Zhai, Ciochon, Tong, Savage, Morlo, Holroyd & Gunnell, 2003
- Hadrocyon Stock & Furlong, 1926
- Harpagophagus de Bonis, 1971
- Hecubides Morales, Pickford & Valenciano, 2016
- Ictiocyon Crusafont, Villalta & Truyols, 1955
- Ischyrocyon Mathew, 1904
- Janvierocyon Ginsburg, 2000
- Maemohcyon Peigné, Chaimanee, Yamee, Tian & Jaeger, 2006
- Myacyon Sudre & Hartenberger, 1991
- Pliocyon Mathew, 1918
- Pseudamphicyon Schlosser, 1887
- Pseudocyonopsis Kuss, 1965

- Tribus Amphicyonini Trouessart, 1886

- Amphicyon Lartet, 1836
- Cynelos Jourdan, 1848
- Euroamphicyon Viranta, 1996
- Heizmannocyon Ginsburg, 1999
- Megamphicyon Kuss, 1965
- Mogharacyon Morales & Pickford, 2022
- Namibiocyon Morales & Pickford, 2022
- Paludocyon Morales, Fejfar, Heizmann, Wagner, Valenciano & Abella, 2021
- Tartarocyon Solé, Lesport, Heitz & Mennecart, 2022

- Tribus Askazansoriini Kordikova, 2001

- Askazansoria Kordikova, 2001

- Tribus Magericyonini Morales, Fejfar, Heizmann, Wagner, Valenciano & Abella, 2021

- Magericyon Peigne, Salesa, Anton & Morales, 2008
- Pseudocyon Lartet, 1851

- Tribus Pseudarctini Morales, Fejfar, Heizmann, Wagner, Valenciano & Abella, 2021

- Dehmicyon Morales, Fejfar, Heizmann, Wagner, Valenciano & Abella, 2021
- Ictiocyon Crusafont Pairó, Villalta Comella & Truyols Santonja, 1955
- Pseudarctos Schlosser, 1899

- Unterfamilie Daphoeninae Hough, 1948

- Adilophontes Hunt, 2002
- Brachyrhynchocyon Loomis, 1936
- Daphoenictis Hunt, 1974
- Daphoenocyon Hough, 1948
- Daphoenus Leidy, 1853
- Paradaphaenus Mathews, 1899

- Unterfamilie Haplocyoninae de Bonis, 1966

- Aktaucyon Kordikova, Heizmann & Mavrin, 2000
- Gobicyon Colbert, 1939
- Haplocyon Schlosser, 1901
- Haplocyonoides Hürzeler, 1940
- Haplocyonopsis de Bonis, 1966
- Sarcocyon Ginsburg, 1973

- Unterfamilie Temnocyoninae Hunt, 1998

- Delotrochanter Hunt, 2011
- Mammacyon Loomis, 1936
- Rudiocyon Hunt, 2011
- Temnocyon Cope, 1878

- Unterfamilie Thaumastocyoninae Hürzeler, 1940

- Agnotherium Kaup, 1832
- Ammitocyon Morales, Abella, Sanisidro & Valenciano, 2021
- Crassidia Heizmann & Kordikova, 2000
- Peignecyon Morales, Fejfar, Heizmann, Wagner, Valenciano & Abella , 2019
- Thaumastocyon Stehlin & Helbing, 1928
- Tomocyon Viret, 1929
- Ysengrinia Ginsburg, 1966

- incertae sedis

- Angelarctocyon Tomiya & Tseng, 2016
- Cynodictis Bravard & Pomel, 1850
- Gustafsonia Tomiya & Tseng, 2016
- Harpagocyon Springhorn, 1977
- Hubacyon Kretzoi, 1985
- Meiniogale Ginsburg, 2002
- Storchictis de Bonis, 2020
- Symplectocyon Springhorn, 1977
- Vishnucyon Pilgrim, 1932